# حمزة بن الزبير
حَمْزة بن الزُّبير بن العوّام: أمّه الرباب بنت أُنيف بن عُبيد، من كَلْب، وهو أخو مُصْعَب بن الزّبير لأبيه وأمّه، فَوَلَدَ حمزةُ عُمارة فمات ولم يُعْقِب فورثه عُروة، وجعفر ابنا الزُّبير.